# 大木民夫
大木民夫（1928年1月2日—2017年12月14日） 是一位日本演员，声优和解说，隶属于Mausu Promotion事务所。

## 生平
1928年出生在日本东京，本名为大木多美男，1946年进入NHK放送剧团。